# Islamischer Kalender
Heutiges Datum nach
 islamischer Zeitrechnung:
19. Safar
1447
(= 14. August 2025)
[aktualisieren]
Der islamische Mondkalender (التقويم الإسلامي القمري at-taqwīm al-islāmī al-qamarī) ist ein Mondkalender, der im Jahre 631 oder 632 von Mohammed eingeführt wurde und die Grundlage der islamischen Zeitrechnung mit der Hidschrī-Jahreszählung (Kürzel AH) bildet. Vor der Einführung dieses Kalenders wurde auf der Arabischen Halbinsel ein Lunisolarkalender verwendet, bei dem alle zwei bis drei Jahre zur Interkalation ein dreizehnter Monat angehängt wurde, um ihn an das Sonnenjahr anzupassen. Mohammed verbot diesen Schaltmonat, weil er ihn als „Entweihung dessen, was Gott geheiligt hat“, betrachtete. Das Jahr des islamischen Kalenders besteht aus 12 Mondmonaten zu 29 oder 30 Tagen und ist 354 oder 355 (im Durchschnitt etwa 354 1⁄3) Tage lang, also 10 bis 12 Tage kürzer als die 365 oder 366 (etwa 365 1⁄4) Tage langen Sonnenjahre des gregorianischen Kalenders. Demzufolge entsprechen 33 Jahre islamischer Zeitrechnung etwa 32 Jahren christlicher Zeitrechnung. In diesem Zeitraum wandern die Daten des islamischen Jahres einmal durch ein Sonnenjahr. So beginnt der Fastenmonat Ramadan aus der Perspektive eines Sonnenkalenders jedes Jahr 10 bis 12 Tage früher als im vorherigen Jahr.
Der islamische Kalender wird heute vorwiegend für religiöse Zwecke benutzt. Der Ramadan und die anderen insgesamt zwölf Mondmonate des Kalenders beginnen in vielen islamischen Ländern an demjenigen Tag, an dessen Abend erstmals nach Neumond eine dünne Mondsichel als Neulicht-Ereignis von einer religiösen Autoritätsperson beobachtet wird. Wegen der Abhängigkeit von der geografischen Länge kann das an verschiedenen Orten ein verschiedenes Datum sein. Es gibt ergänzend Kalender („zyklische“ Kalender), die auf Vorausberechnungen für den Eintritt des Neulichts – auch standortspezifisch – basieren.
Da ein reiner Mondkalender für die Landwirtschaft unbrauchbar ist, hat sich überall in der islamischen Welt der Gebrauch von Sonnenkalendern erhalten: Seit 1927 wird in fast allen islamischen Ländern im Alltags- und Wirtschaftsleben der gregorianische (Sonnen-)Kalender verwendet.

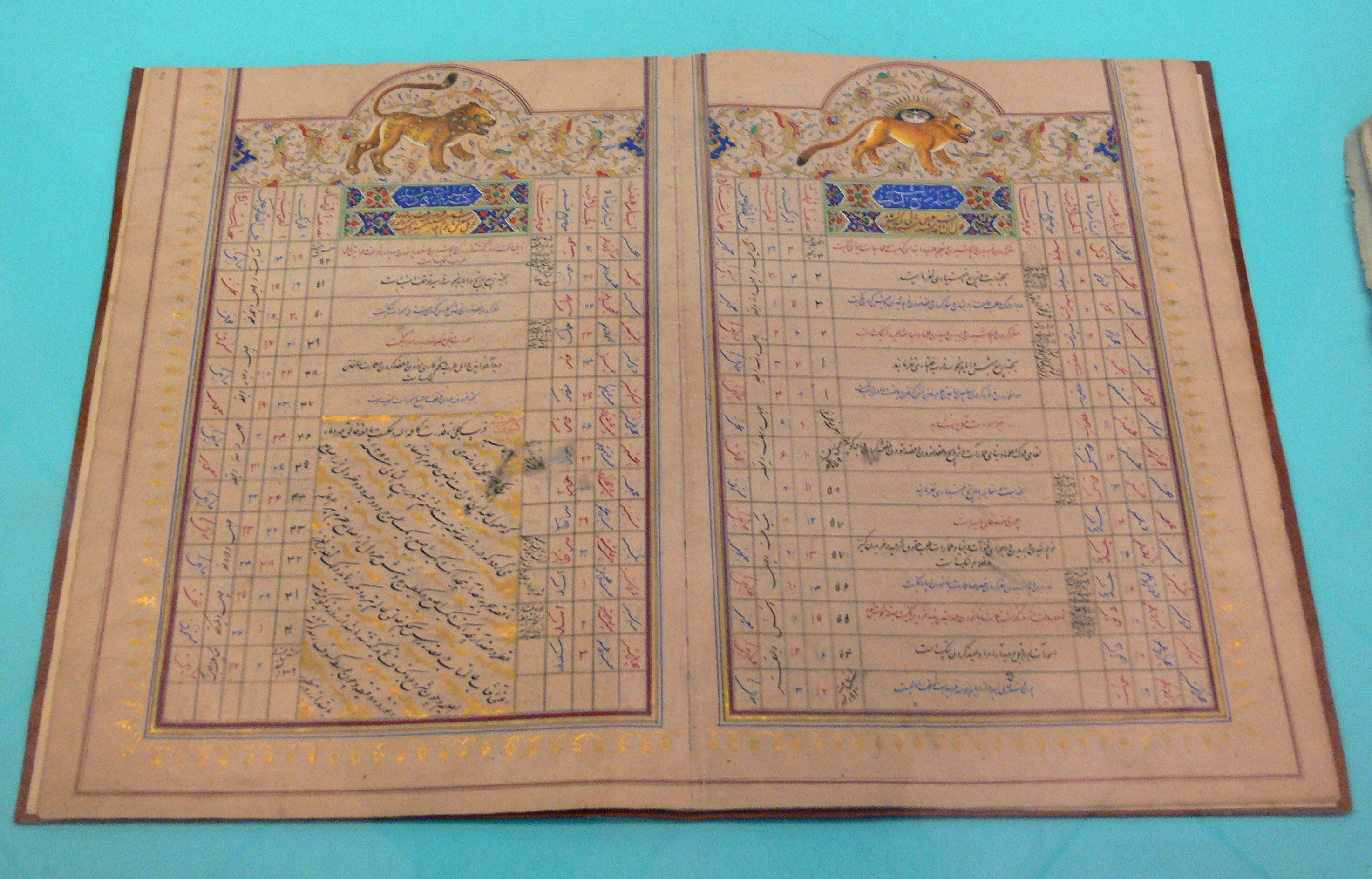
Islamischer Kalender
Linden-Museum, Stuttgart

## Geschichte

### Der altarabische Kalender als Hintergrund des islamischen Kalenders
| Die altarabischen Monatsnamen, die in den Islam übernommen wurden | Die altarabischen Monatsnamen, die in den Islam übernommen wurden |
| Nr.                                                               | Name                                                              |
| ----------------------------------------------------------------- | ----------------------------------------------------------------- |
| 1                                                                 | Muharram                                                          |
| 2                                                                 | Safar                                                             |
| 3                                                                 | Rabīʿ al-auwal                                                    |
| 4                                                                 | Rabīʿ ath-thānī                                                   |
| 5                                                                 | Dschumādā l-ūlā                                                   |
| 6                                                                 | Dschumādā th-thāniya                                              |
| 7                                                                 | Radschab                                                          |
| 8                                                                 | Schaʿbān                                                          |
| 9                                                                 | Ramadān                                                           |
| 10                                                                | Schauwāl                                                          |
| 11                                                                | Dhū l-Qaʿda                                                       |
| 12                                                                | Dhū l-Hiddscha                                                    |

Der islamische Kalender mit seinen Monatsnamen geht auf den altarabischen Kalender zurück, der ein Lunisolarkalender war und in weiten Teilen der Arabischen Halbinsel verbreitet war. Das Jahr begann im Herbst, wahrscheinlich Mitte bis Ende September. Es bestand aus zwölf Mondmonaten, die wie im heutigen islamischen Kalender von Neumond zu Neumond gerechnet wurden; alle zwei oder drei Jahre wurde allerdings ein dreizehnter Monat angehängt, damit der Anfang des Jahres im Herbst beibehalten werden konnte. Dieser Schaltmonat wurde nasīʾ, „Verschiebung“, genannt, weil er den ersten Monat des neuen Jahres verschob. Mit diesem System glich der altarabische Kalender dem Jüdischen Kalender.
Manche der Monatsnamen des altarabischen Kalenders bezogen sich auf die Jahreszeiten. So bedeutet zum Beispiel das arabische Wort Rabīʿ, das in den Namen des dritten und vierten Monats vorkommt, "Frühling". Al-Bīrūnī, der ein Werk zu den verschiedenen Zeitrechnungen verfasst hat, erklärt das damit, dass in dieser Zeit im alten Arabien viel Regen fiel und die Blumen blühten.
Der Kalender diente vor allem zur Berechnung der Wallfahrts- und Markttermine. Vier Monate des Jahres galten als heilig: der Monat Radschab wegen der zu dieser Zeit stattfindenden ʿUmra, der Monat Dhū l-Hiddscha und die beiden Monate davor und danach wegen des zu dieser Zeit stattfindenden Haddsch. In diesen vier Monaten galt eine allgemeine Friedenspflicht (vgl. Sure 9:36). Auch die Märkte von ʿUkāz und Dhū l-Madschāz wurden nach diesem Kalender berechnet.
Nach al-Azraqī lag in frühen Zeiten die Verantwortung für die Berechnung bei Angehörigen des Stammes der Kinda, weil sie „gewöhnlich die Könige der Araber“ stellten. Dann ging dieses Vorrecht an den Stamm der Kināna über. In der Zeit unmittelbar vor dem Islam lag es bei dem Clan der Banū Fuqaim, der zu den Kināna gehörten. Der Mann, der für die Interkalation zuständig war, stellte sich am Ende des Haddsch auf den Platz vor die Kaaba und hielt eine Rede in Reimprosa, in der er verkündete, ob vor Beginn des neuen Jahres ein Schaltmonat eingeschoben wird oder nicht.

### Die islamische Kalenderreform
Nach der muslimischen Eroberung Mekkas im Jahre 630 wurde der altarabische Kalender reformiert: Der Schaltmonat nasīʾ wurde abgeschafft und auf diese Weise ein reiner Mondkalender geschaffen. Der genaue Zeitpunkt der Abschaffung ist nicht klar. Ibn Ishāq erwähnt sie sowohl für die von Abū Bakr geleitete Wallfahrt im Jahre 631 als auch für Mohammeds Abschiedswallfahrt im Jahre 632.
Wie aus dem Koranvers (Sure 9:37) hervorgeht, der auf dieses Ereignis Bezug nimmt, wurde das Zwischenschalten des Nasīʾ als heidnisches Gebaren und Eingriff der Menschen in die göttliche Weltordnung beurteilt. Zu den Ergebnissen der Kalenderreform gehörte, dass die Kināna, die vorher das Recht hatten, die Schaltmonate festzulegen, und damit auch über Güterbewegungen und Militäraktivitäten auf der arabischen Halbinsel entschieden, viel von ihrer Macht verloren, und außerdem der traditionelle Zyklus von Märkten auf der arabischen Halbinsel verschwand. Noch wichtiger war aber, dass auf diese Weise das reine Mondjahr mit seinen 354 Tagen zur Grundlage für den islamischen Kalender wurde und fortan zur Bestimmung der religiösen Feste diente.
Der islamische Kalender hat die altarabischen Monatsnamen unverändert übernommen. Die Namen verloren jedoch ihre ursprüngliche jahreszeitenbezogene Bedeutung, weil sie ab jetzt durch das Jahr wanderten.

### Die Weiterführung von Sonnenkalendern in den islamischen Ländern
Vorteile des islamischen Mondkalenders waren die einfache Bestimmung des Monatsanfangs und die gleichförmige Dauer von Monaten und Jahren. Das Mondjahr ist aber für eine Wirtschaftsordnung, die auf einer von Jahreszeiten abhängigen Landwirtschaft beruht, nicht praktikabel. Insbesondere ist die Festsetzung von Terminen schwierig, zu denen die jährlichen Abgaben zu leisten waren. Daher wurde in fast allen Ländern, in denen der Islam Wurzeln geschlagen hat, daneben ein Sonnenkalender weitergeführt:
- im Maghreb der julianische Kalender, später der gregorianische, mit römischen Monatsnamen (yanayir, fibrayir, maris, abril usw.),
- ebenso im Maschrek, jedoch mit altorientalischen Monatsnamen (kanun ath-thani, schubat, adhar, nisan, ayar, haziran, tammuz, ab, aylul, tischrin al-awwal, tischrin ath-thani, kanun al-awwal),
- in Ägypten der koptische Kalender,
- im iranischen Bereich der alte iranische Sonnenkalender, der jedoch das Jahr der Hidschra zum Ausgangspunkt genommen hat,
- in Bengalen der Bengalische Sonnenkalender. Dieser verwendet die indischen Monatsnamen. Das Jahr beginnt am 15. April. Er wurde 1966 in Bangladesch, aber nicht in Indien, reformiert und mit dem Gregorianischen Kalender synchronisiert.
- im Osmanischen Reich zeitweise der Rumi-Kalender, eine Variante des julianischen Kalenders mit Hidschra-Jahreszählung und Jahresbeginn zunächst im September, später im März.

Dadurch ergaben sich aber Synchronisierungsprobleme. Im Osmanischen Reich wurden etwa die Einnahmen, zumeist aus der Landwirtschaft und oft in Naturalien, zu Terminen nach dem sonnenbasierten Rumi-Kalender erhoben. Die Ausgaben, etwa die Besoldungen der Beamten, Soldaten usw. waren hingegen nach dem islamischen Kalender fällig. Zur Synchronisation von Einnahmen- und Ausgabenjahr wurde die Hidschra-Jahreszählung auch auf die Jahre des Rumi-Kalenders erstreckt. Weil aber die Sonnenjahre länger als die Mondjahre waren, ergaben sich bei der Jahreszählung des Rumi-Kalenders Diskontinuitäten, d. h., es kam zu Ausgabenjahren, denen kein Einnahmenjahr zugeordnet werden konnte. Aus dem Bestreben der osmanischen Verwaltung, die mit solchen Diskontinuitäten verbundenen Rechnungsunannehmlichkeiten zu vermeiden, ergab sich auch die erwähnte Vorverlegung des Jahresbeginns des Rumi-Kalenders von September auf März.
Im Alltags- und Wirtschaftsleben wird aber seit dem frühen 20. Jahrhundert in fast allen islamischen Ländern der gregorianische Kalender verwendet. Auf dem Gebiet des Osmanischen Reichs wurde der Mondkalender offiziell zum 1. März 1917 durch den gregorianischen Kalender abgelöst.
Für die Monate des gregorianischen beziehungsweise des julianischen Kalenders werden in manchen Teilen der arabischen Welt die bekannten europäischen Monatsnamen gebraucht, im Rest orientalische Monatsnamen. Im Iran sind die französischen Bezeichnungen in Gebrauch. Daneben gilt wie in Afghanistan offiziell der iranische Sonnenkalender.

## Der Mondkalender
Der islamische Kalender ist ein Mondkalender. Die Monate sind Mondmonate mit einer Dauer von 30 oder 29 Tagen. Der Kalender orientiert sich strikt an der astronomischen Beobachtung: Ein neuer Monat beginnt bei Neulicht, das ist der Moment nach dem Neumond, wenn zum ersten Mal am Abend nach Sonnenuntergang wieder die zunehmende Mondsichel beobachtet werden kann.
Zwölf Monate bilden ein Mondjahr. Dieses ist mit 354 oder 355 Tagen 10 bis 12 Tage kürzer als ein Sonnenjahr. Anders als bei Lunisolarkalendern wie etwa dem jüdischen Kalender oder dem chinesischen Kalender gibt es im islamischen Kalender keinen Ausgleich durch Schaltmonate. Deshalb verschiebt sich der Jahresanfang jährlich um 10 bis 12 Tage rückwärts gegenüber dem gregorianischen Kalender. 33 Mondjahre entsprechen etwa 32 Sonnenjahren.

### Funktionsweise des Kalenders
Da der Eintritt des Neulichts schwankend und schwer voraussagbar ist, wird mit einem Kalender mit abwechselnd 30 und 29 Tage langen Monaten und dem sich daraus ergebenden 354 Tage langen Gemeinjahr gearbeitet. Dazu gehört ein gelegentlich einzufügender Schalttag zur Anpassung des Kalender-Mondjahrs an die astronomische Periode von 12 synodischen Monaten aus je etwa 29,53059 Tagen.
In einem 30-jährigen Kalenderzyklus wird elfmal ein Tag an den letzten Kalendermonat angefügt. Wenn die Jahreszahl dividiert durch 30 einen Rest von 2, 5, 7, 10, 13, 16, 18, 21, 24, 26 oder 29 hat, liegt ein Schaltjahr vor. Der letzte Zyklus begann im Jahr 1411 AH, der nächste beginnt im Jahr 1441 AH.
Die Kalenderzykluslänge ist 30 × 354 + 11 = 10631 Tage. Die astronomische Zykluslänge ist 360 × 29,53059 = 10631,0124 Tage. Die Abweichung von 0,0124 Tagen in 30 Jahren addiert sich erst in etwa 2500 Jahren zu einem Tag.

### Berechnung der Monatsanfänge
Die folgende Tabelle gibt die Längen der einzelnen Monate und die nach diesem zyklischen Kalender berechneten Monatsanfänge für die islamischen Jahre 1436 bis 1438 an. Durch Fettdruck hervorgehoben ist das Datum, wenn der Monat Dhū l-Hiddscha als Schaltmonat 30 Tage hat.
| Monat                | Anzahl Tage | gregorianisches Datum des Monatsanfangs | gregorianisches Datum des Monatsanfangs | gregorianisches Datum des Monatsanfangs | gregorianisches Datum des Monatsanfangs | gregorianisches Datum des Monatsanfangs | gregorianisches Datum des Monatsanfangs | gregorianisches Datum des Monatsanfangs |  |                    |
| Monat                | Anzahl Tage | 1436                                    |                                         | 1437                                    |                                         | 1438                                    |                                         | 1439                                    |  | 1440               |
| -------------------- | ----------- | --------------------------------------- | --------------------------------------- | --------------------------------------- | --------------------------------------- | --------------------------------------- | --------------------------------------- | --------------------------------------- |  | ------------------ |
| Muharram             | 30          | 25. Oktober 2014                        |                                         | 15. Oktober 2015                        |                                         | 3. Oktober 2016                         |                                         | 22. September 2017                      |  | 12. September 2018 |
| Safar                | 29          | 24. November 2014                       |                                         | 14. November 2015                       |                                         | 2. November 2016                        |                                         | 22. Oktober 2017                        |  | 12. Oktober 2018   |
| Rabīʿ al-awwal       | 30          | 23. Dezember 2014                       |                                         | 13. Dezember 2015                       |                                         | 1. Dezember 2016                        |                                         | 20. November 2017                       |  | 10. November 2018  |
| Rabīʿ ath-thānī      | 29          | 22. Januar 2015                         |                                         | 12. Januar 2016                         |                                         | 31. Dezember 2016                       |                                         | 20. Dezember 2017                       |  | 10. Dezember 2018  |
| Dschumada l-ula      | 30          | 20. Februar 2015                        |                                         | 10. Februar 2016                        |                                         | 29. Januar 2017                         |                                         | 18. Januar 2018                         |  |                    |
| Dschumādā th-thāniya | 29          | 22. März 2015                           |                                         | 11. März 2016                           |                                         | 28. Februar 2017                        |                                         | 17. Februar 2018                        |  |                    |
| Radschab             | 30          | 20. April 2015                          |                                         | 9. April 2016                           |                                         | 29. März 2017                           |                                         | 18. März 2018                           |  |                    |
| Schaʿbān             | 29          | 20. Mai 2015                            |                                         | 9. Mai 2016                             |                                         | 28. April 2017                          |                                         | 17. April 2018                          |  |                    |
| Ramadan              | 30          | 18. Juni 2015                           |                                         | 7. Juni 2016                            |                                         | 27. Mai 2017                            |                                         | 16. Mai 2018                            |  |                    |
| Schawwal             | 29          | 18. Juli 2015                           |                                         | 7. Juli 2016                            |                                         | 26. Juni 2017                           |                                         | 15. Juni 2018                           |  |                    |
| Dhu l-qaʿda          | 30          | 16. August 2015                         |                                         | 5. August 2016                          |                                         | 25. Juli 2017                           |                                         | 14. Juli 2018                           |  |                    |
| Dhū l-Hiddscha       | 29 (30)     | 15. September 2015                      |                                         | 4. September 2016                       |                                         | 24. August 2017                         |                                         | 13. August 2018                         |  |                    |

### Islamische Festtage
Von den islamischen Festtagen haben der Fastenmonat Ramadān und der Wallfahrtsmonat Dhū l-ḥiddscha besonders große religiöse Bedeutung. Das Opferfest (ʿĪd al-aḍḥā) am 10. Dhū l-hiddscha ist der höchste Feiertag der Muslime, der zweithöchste ist das Fest des Fastenbrechens (ʿĪd al-fitr) am Ende des Ramadāns. In den ersten zehn Tagen des Monats Muḥarram begehen die Schiiten ihr höchstes Trauerfest, die Aschura-Riten, in denen sie mit Prozessionen, Passionsspielen und Geißelungen des Todes des Imams Husain ibn Ali in der Schlacht von Kerbela gedenken.
Für religiöse Zwecke ist in den meisten islamischen Ländern nicht astronomische Berechnung, sondern die Beobachtung des Mondes entscheidend. Der neue Monat beginnt, wenn nach einem Neumond die Mondsichel (hilāl) wieder sichtbar ist (Neulicht). Sollte eine Sichtung wetterbedingt nicht möglich sein, dann endet er nach dem 30. Tag. Besonders wichtig ist diese Form der Beobachtung für die Bestimmung von Anfang und Ende des Ramadan-Monats.
Das bedeutet aber, dass der berechnete Monatsanfang von dem tatsächlichen Monatsanfang abweichen kann.
Daher ist in gedruckten Kalendern bei Datumsangaben zu islamischen Festen oft vermerkt: „Das tatsächliche Datum kann um 1 bis 2 Tage abweichen“. Entsprechende Verschiebungen von Festen können unangenehme Folgen haben, wie folgende Zeitungsnotiz belegt:

„RIAD, 16. Januar, 2005 (dpa). Einer der Höhepunkte der islamischen Wallfahrt, das Opferfest, ist von den Religionsgelehrten überraschend um einen Tag vorverlegt worden. … Die Entscheidung traf die rund zwei Millionen Pilger, die sich auf den Höhepunkt des Hadsch vorbereiten, überraschend. Somit wird nun das Pilgerritual am Berg Arafat am Mittwoch und das Opferfest am Donnerstag gefeiert. Diese Entscheidung führte in Ägypten zu einem Chaos, da viele schon Zugfahrkarten gekauft hatten, um zum Fest bei ihren Verwandten zu sein.“

## Umrechnung

### Umrechnung eines gregorianischen Datums in den islamischen Kalender
Eine Umrechnungsmethode wurde von Christian Ludwig Ideler beschrieben und soll an einem Zahlenbeispiel vorgestellt werden.
Es soll das gregorianische Datum 27. Mai 2017 in den islamischen Kalender transformiert werden. Zunächst wird das gregorianische Datum in das entsprechende Datum im julianischen Kalender umgerechnet (Umrechnung zwischen julianischem und gregorianischem Kalender). Im Jahr 2017 müssen dazu 13 Tage vom gregorianischen Datum abgezogen werden, sodass sich der 14. Mai 2017 im julianischen Kalender ergibt. Es sind somit 2016 vollständige julianische Jahre abgelaufen. 2016 Jahre entsprechen 504 kompletten julianischen Schaltzyklen (2016 : 4 = 504, ohne Rest) ohne restliche Jahre.
504 julianischen Schaltperioden entsprechen 504 × 1461 Tage = 736 344 Tage.
Im nachfolgenden Schaltzyklus sind noch keine weiteren Jahre komplett abgelaufen, somit gilt 0 × 365 Tage = 0 Tage.
Im Jahr 2017 ist der 14. Mai der 134. Tag, somit sind noch 134 Tage zu berücksichtigen.
In Summe:
| Schaltzyklen                       | 504 × 1461 Tage | 736 344 Tage |
| komplette Jahre neuer Schaltzyklus | 0 × 365 Tage    | 0 Tage       |
| 14. Mai                            | 134 Tage        | 134 Tage     |
|                                    |                 | 736 478 Tage |

Vom 1. Januar 1 n. Chr. im julianischen Kalender sind somit bis zum 14. Mai 2017 (jul.) 736 478 Tage vergangen.
Von dieser Zahl wird jetzt die Zahl 227 016 (Differenz der Tage zwischen der Epoche der Hidschra (16. Juli 622 n. Chr. (jul.)) und dem 1. Januar 1 n. Chr. (jul.)) abgezogen. Es ergeben sich
509 462 Tage.
Aus 509 462 Tagen werden nun die Anzahl der komplett abgelaufenen islamischen Schaltzyklen von je 30 islamischen Jahren (10 631 Tage je islamischem Schaltzyklus) und die überzähligen Tage bestimmt:
509 462 : 10 631 = 47 Rest 9805. Es sind somit 47 komplette islamische Schaltzyklen abgelaufen und 9805 Tage überzählig. Diese 9805 Tage entsprechen 27 islamischen Jahren zu 9568 Tagen und 237 Tage bleiben im 28. Jahr des islamischen Schaltzyklus übrig (siehe Tabelle 2). Diese 237 Tage entsprechen dem 1. Ramadan (siehe Tabelle 1).
Somit entspricht dem 27. Mai 2017 (greg.) der 1. Ramadan 1438 AH (47 × 30 + 28 = 1438).
Folgende beiden Hilfstabellen, wie sie in ähnlicher Weise bei Ideler angegeben sind, erweisen sich als hilfreich:
Tabelle 1:
| Monat                | Länge in Tagen | aufsummierte Tage |
| -------------------- | -------------- | ----------------- |
| Muharram             | 30             | 30                |
| Safar                | 29             | 59                |
| Rabīʿ al-awwal       | 30             | 89                |
| Rabīʿ ath-thānī      | 29             | 118               |
| Dschumada l-ula      | 30             | 148               |
| Dschumādā th-thāniya | 29             | 177               |
| Radschab             | 30             | 207               |
| Schaʿbān             | 29             | 236               |
| Ramadan              | 30             | 266               |
| Schawwal             | 29             | 295               |
| Dhu l-qaʿda          | 30             | 325               |
| Dhū l-Hiddscha       | 29 (30)        | 354 (355)         |

Tabelle 2:
| Jahr (Schaltjahr *) | aufsummierte Tage |  | Jahr | aufsummierte Tage |
| ------------------- | ----------------- |  | ---- | ----------------- |
| 1                   | 354               |  | 16*  | 5670              |
| 2*                  | 709               |  | 17   | 6024              |
| 3                   | 1063              |  | 18*  | 6379              |
| 4                   | 1417              |  | 19   | 6733              |
| 5*                  | 1772              |  | 20   | 7087              |
| 6                   | 2126              |  | 21*  | 7442              |
| 7*                  | 2481              |  | 22   | 7796              |
| 8                   | 2835              |  | 23   | 8150              |
| 9                   | 3189              |  | 24*  | 8505              |
| 10*                 | 3544              |  | 25   | 8859              |
| 11                  | 3898              |  | 26*  | 9214              |
| 12                  | 4252              |  | 27   | 9568              |
| 13*                 | 4607              |  | 28   | 9922              |
| 14                  | 4961              |  | 29*  | 10 277            |
| 15                  | 5315              |  | 30   | 10 631            |

### Umrechnung eines islamischen Datums in den julianischen oder gregorianischen Kalender
Für diese Umrechnung kann die Umkehrung der oben beschriebenen Methode von Ideler verwendet werden. Die Vorgehensweise soll wiederum an einem Beispiel erläutert werden. Ibn Yunus hat am 29. Schawwal 367 AH, bezogen auf die Epoche der Hidschra am 15. Juli 622 n. Chr. (jul.), in Kahira (Kairo) eine Sonnenfinsternis beobachtet. Wählt man für die Epoche der Hidschra den 16. Juli 622 n. Chr. (jul.), dann fand die Beobachtung am 28. Schawwal 367 AH statt. An welchem Datum im julianischen Kalender fand diese Finsternis statt?
Zunächst werden die komplett vergangenen islamischen Jahre durch 30 dividiert. Somit ergibt sich: 366 : 30 = 12, Rest 6. Somit sind seit der Epoche der Hidschra 12 komplette Schaltzyklen zu 30 Jahren (10 631 Tagen) und danach zusätzlich noch 6 einzelne Jahre vergangen.
Seit der Hidschra ist somit die folgende Zahl an Tagen vergangen:
| Schaltzyklen                          | 12 × 10 631 | 127 572       |
| komplette Jahre im neuen Schaltzyklus | 6 Jahre     | 2126 (Tab. 2) |
| komplett abgelaufene 9 Monate         | 9 Monate    | 266 (Tab. 1)  |
| Tage im Schawwal                      | 28          | 28            |
| Summe                                 |             | 129 992       |

Zu diesen 129 992 Tagen muss jetzt noch die Zahl von 227 016 Tagen (Differenz der Tage zwischen der Epoche der Hidschra (16. Juli 622 n. Chr. (jul.)) und dem 1. Januar 1 n. Chr. (jul.)) addiert werden. Somit ergeben sich 357 008 Tage seit dem 1. Januar 1 n. Chr. (jul.).
Aus diesen 357 008 Tagen ergeben sich durch Division durch 1461 Tage (julianischer Schaltzyklus zu 1 × 366 Tagen und 3 × 365 Tagen = 1461 Tagen), 244 komplett abgelaufene julianische Schaltzyklen zu je 4 Jahren und als Rest 524 Tage. Diese 244 Schaltzyklen entsprechen 976 julianischen Jahren (244 × 4). 524 Tage entsprechen einem julianischen Gemeinjahr und 159 Tagen. In Summe ergeben sich somit 977 abgelaufene julianische Jahre und 159 zusätzliche Tage. Das gesuchte Datum ist somit der 159. Tag im 978. julianischen Jahr (Gemeinjahr), also der 8. Juni 978 n. Chr. (jul.). An diesem Tag fand im nördlichen Afrika eine ringförmige Sonnenfinsternis statt, die in Kahira partiell zu sehen war.

## Kuwaitischer Algorithmus
Microsoft verwendet den „Kuwaitischen Algorithmus“, eine Variante des tabellarischen islamischen Kalenders, um gregorianische Daten in die islamischen umzuwandeln. Microsoft behauptete, die Variante basiere auf einer statistischen Analyse historischer Daten aus Kuwait, stimme aber mit einem bekannten tabellarischen Kalender überein.

## Die Wochentage
Die Woche beginnt – wie auch im Judentum und Christentum und in manchen westlichen Ländern bis heute in der gesetzlichen Wochenzählung üblich – mit dem Sonntag und endet mit dem Samstag. Der Freitag ist also zwar der wöchentliche Feiertag, aber nicht der letzte Wochentag. Der Wechsel von einem Tag zum nächsten findet stets zum Sonnenuntergang statt. Mit Ausnahme des Freitags tragen die Wochentage im Arabischen keine Namen, sondern werden mit dem Sonntag beginnend durchgezählt:
| Deutsch    | Arabisch     | Umschrift       | Übersetzung                                 |
| ---------- | ------------ | --------------- | ------------------------------------------- |
| Sonntag    | يوم الأحد    | Yaum al-aḥad    | „Erster Tag“                                |
| Montag     | يوم الإثنين  | Yaum al-iṯnain  | „Zweiter Tag“                               |
| Dienstag   | يوم الثلاثاء | Yaum aṯ-ṯulāṯāʾ | „Dritter Tag“                               |
| Mittwoch   | يوم الأَرْبعاء | Yaum al-arbiʿāʾ | „Vierter Tag“                               |
| Donnerstag | يوم الخَمِيس   | Yaum al-ḫamīs   | „Fünfter Tag“                               |
| Freitag    | يوم الجُمْعَة   | Yaum al-ǧumʿa   | „Tag der Zusammenkunft (zum Freitagsgebet)“ |
| Samstag    | يوم السَّبْت    | Yaum as-sabt    | „Siebter Tag“, „Sabbat“                     |